# キンパラ
キンパラ（金腹、学名：Lonchura atricapilla）とは、スズメ目カエデチョウ科に分類される鳥類。
以前の分類ではギンパラの亜種と考えられていた（学名：Lonchura malacca atricapilla）が、最近では別種として扱われている。
一時はフィリピンの国鳥であった。

## 分布
南アジアおよび東南アジア（バングラデシュ、ブルネイ、インド、スリランカ、中国南部、インドネシア、ラオス、ミャンマー、ネパール、フィリピン、シンガポール、台湾、タイ王国、ベトナム）に分布する留鳥。
日本では外来種で、1910年頃に東京都で野生化した群れが見つかって以降、各地で見つかっている。

## 形態
体長11〜12cm。成鳥はずんぐりした薄灰色の嘴、黒い頭、褐色の体を持つが、腹部が黒い個体も存在する。雌雄はよく似ている。若鳥は上部が一様に単褐色で、下部は白から淡い黄土色をしている。
外見・生態的特徴はギンパラに似るが、腹部が白くならず、背部とほぼ同じ橙褐色である点で判別できる。

## 生態
群れで行動し、主に穀類など種子を食べる。開けた草原や農耕地を好む。薮や背の高い草の中に草で大型のドーム状の巣を作り、4〜7個の白い卵を産む。